# Aplocera pallidata
Aplocera pallidata là một loài bướm đêm trong họ Geometridae.